# Gevangenis van Mechelen

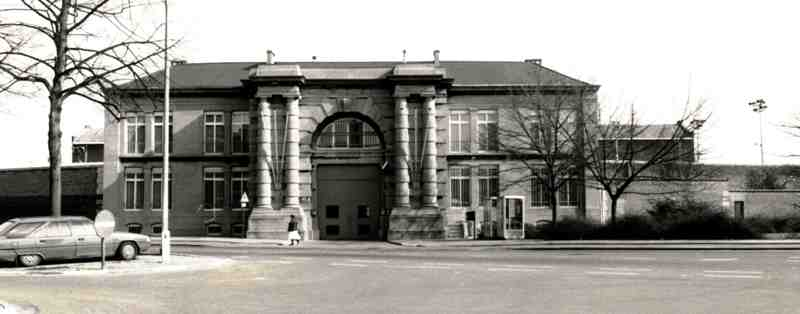
De gevangenis van Mechelen (1993).

De gevangenis van de Belgische stad Mechelen werd in 1874 in gebruik genomen. Ze is gelegen op de hoek van de Liersesteenweg en de Caputstreenstraat en doet voornamelijk dienst als arresthuis met een gesloten regime, maar ook als strafhuis voor veroordeelden en recidivisten met straffen tot tien jaar. De gevangenis heeft een capaciteit van 84 gedetineerden en biedt enkel plaats aan mannen.
Het complex werd gebouwd van 1871 tot 1874 naar ontwerp van Désiré De Keyser volgens het model-Ducpétiaux, een centrale toezichtskern en drie cellenvleugels, waarvan een voorbehouden voor veroordeelden en een voor verdachten. De gevangenis heeft een stervormige structuur binnen een ommuurde vijfhoek, waarbinnen de verschillende gebouwen zijn gelegen. In 2009 werden tien cellen in de derde vleugel opnieuw functioneel gemaakt. In 2012 en 2013 werden verschillende werken uitgevoerd, waaronder het vernieuwen van schrijnwerk en het inkomgebouw en veiligheidswerken.